# Antonio Teodoro Trivulzio

Stemma Trivulzio dal 1622

Antonio Teodoro Trivulzio (23 gennaio 1649 – Milano, 26 luglio 1678) è stato un militare e nobile italiano, III principe di Musocco, VI conte di Melzo, III principe della Val Mesolcina, I marchese di Melzo (1656).

## Biografia
Era figlio del nobile Ercole Teodoro Trivulzio e di Orsina Sforza di Caravaggio.
Marchese di Maleo nel 1656 e capitamo di una compagnia d'armi, venne eletto nel 1664 dal re di Spagna generale delle milizie dello stato di Milano e Cavaliere dell'Ordine del Toson d'Oro.
Alla sua morte senza prole nel 1678, nacquero aspre lotte per la sua successione.

## Discendenza
Antonio Teodoro sposò nel 1668 Maria Josefa Teresa Vélez de Guevara (1644-?), figlia di Beltrán Vélez de Guevara (1607-1652), viceré di Sardegna; non ebbe figli e suo erede fu il cugino Antonio Teodoro Gaetano Gallio Trivulzio, figlio di sua zia Ottavia Trivulzio e di Tolomeo II Gallio, IV duca di Alvito, con l'impegno di assumere il cognome Trivulzio.